# Грей, Роберт, 4-й барон Грей из Ротерфилда
Роберт де Грей (англ. Robert de Grey; умер в 1387) — английский аристократ, 4-й барон Грей из Ротерфилда с 1376 года, второй сын Джона де Грея и Элизабет Пойнингс, внук 2-го барона Грея из Ротерфилда. Унаследовал баронский титул и семейные владения, располагавшиеся в Оксфордшире, Бакингемшире и Йоркшире, после смерти старшего брата Бартоломью. Был женат на Элизабет де ла Плонш, дочери Уильяма де ла Плонш из Хэверсхема. В этом браке родилась дочь Джоан (до 1383—1406), 5-я баронесса Грей из Ротерфилда в своём праве, жена Джона Дейнкура, 4-го барона Дейнкура.